# Arbeitsgemeinschaft Nationalsozialistischer Studentinnen
Die Arbeitsgemeinschaft Nationalsozialistischer Studentinnen (ANSt) war eine 1930 gegründete Untergliederung des Nationalsozialistischen Deutschen Studentenbunds (NSDStB) – und damit auch der Nationalsozialistischen Deutschen Arbeiterpartei (NSDAP) – für Studentinnen.
Die ANSt war zunächst eine relativ eigenständige Gruppierung, die seit 1932 zunehmend in den NSDStB eingeordnet wurde. Sie sollte die Studentinnen für den Nationalsozialismus gewinnen, gleichzeitig aber auch die Gedanken der „liberalistisch-marxistischen Frauenbewegung“ bekämpfen. Anfang 1933 zählte die ANSt 750 Mitglieder. Die Organisation verfolgte mit Frauendienst, sozialer Arbeit und Gemeinschaftspflege drei Schwerpunkte. Letzteres wurde etwa mit musischen Aktivitäten verwirklicht, während der Frauendienst Lehrgänge zur Kriegsvorbereitung beinhaltete, darunter Luftschutz, Erste Hilfe und Nachrichtenwesen. Die soziale Arbeit umfasst u. a. Sammlungen für das Winterhilfswerk, Nähstuben, Kinderbetreuung und Haushaltseinsätze.

## Bekannte Mitglieder
Zu den bekannten Mitgliedern, die auch Leitungsfunktionen unterschiedlicher Art übernahmen, gehörten u. a. Elfriede Arnold-Dinkler, Lydia Gottschewski, Liselotte Machwirth, nach deren Tod in Tübingen eine örtliche Gruppe an der Eberhard Karls Universität benannt wurde, und Elisabeth Noelle-Neumann.